# Науйойи-Акмянское сельское староство
Науйойи-Акмянское сельское староство (лит. Naujosios Akmenės kaimiškoji seniūnija) — одно из 6 староств Акмянского района Шяуляйского уезда Литвы. Административный центр — город Науйойи-Акмяне.

## География
Расположено на севере Литвы, в Средне-Вянтской низменности, в центральной и южной частях Акмянского района.
Граничит с Акмянским староством на западе, Науйойи-Акмянским городским — окружая его со всех сторон, Папильским — на юге, Круопяйским — на востоке, Вадакстской волостью Салдусского края Латвии — на севере, а также Витинской и Укрской волостями Ауцского края Латвии — на северо-востоке. 

## Население
Науйойи-Акмянское сельское староство включает в себя 32 деревни.